# Frizzle Fry
Frizzle Fry è il primo album in studio del gruppo statunitense Primus, pubblicato nel 1990 dalla Caroline Records.

## Il disco
L'album è stato rimasterizzato e ristampato nel 2002 dalla Prawn Song Records (di proprietà del cantante e bassista Les Claypool), con l'aggiunta di due bonus track. Dopo la ristampa l'album è stato certificato disco d'oro.
La traccia To Defy the Laws of Tradition contiene un omaggio al brano YYZ dell'album Moving Pictures dei Rush.
I singoli estratti da questo album sono John the Fisherman, Too Many Puppies e Mr. Knowitall.

## Tracce
1. To Defy the Laws of Tradition (Claypool/LaLonde/Alexander) – 6:40
2. Groundhog's Day (Claypool/Todd Huth) – 4:58
3. Too Many Puppies (Claypool/LaLonde/Alexander) – 3:56
4. Mr. Knowitall (Claypool/LaLonde/Alexander) – 3:49
5. Frizzle Fry (Claypool/Huth) – 6:03
6. John the Fisherman (Claypool/Huth) – 3:37
7. You Can't Kill Michael Malloy (Matt Winegar) – 0:25
8. The Toys Go Winding Down (Claypool/LaLonde/Alexander) – 4:34
9. Pudding Time (Claypool/LaLonde/Alexander/Jay Lane) – 4:07
10. Sathington Willoby (Claypool)  – 0:25
11. Spegetti Western (Claypool/LaLonde/Alexander) – 5:41
12. Harold of the Rocks (Claypool/Huth) – 6:17
13. To Defy (Claypool) – 0:37
14. Hello Skinny * (The Residents)
15. Constantinople * (The Residents)

(*) = bonus track ristampa 2002

## Singoli
- John The Fisherman
- Too Many Puppies
- Mr. Knowitall

## Formazione
- Les Claypool - voce, basso
- Larry "Ler" LaLonde - chitarra, sintetizzatore
- Tim "Herb" Alexander - batteria, percussioni